# Сергеевка (Благовещенский район)
Сергеевка (баш. Сергеевка) — деревня в Благовещенском районе Республики Башкортостан Российской Федерации. Входит в состав Новонадеждинского сельсовета.

## География

### Географическое положение
Расстояние до:
- районного центра (Благовещенск): 19 км,
- центра сельсовета (Новонадеждино): 10 км,
- ближайшей ж/д станции (Загородная): 43 км.

## История
Сергиевский починок (Мамки)
Был образован предположительно в 1880-е годы крестьянами-переселенцами на земле, купленной у Дашкова при содействии Крестьянского  поземельного банка. До 1890 года вселилось 46 семей и 280 человек. Починок находился при речке Мамонде (Мамке), отсюда его второе название. В 1897 году в починке насчитывалось 53 двора и 332 человека, были отмечены хлебозапасный магазин и бакалейная лавка. Примечательный факт - на тот момент лишь 13 крестьян умели читать. Среди крестьян починка больше всего было Дунюшкиных, также проживали Кислицыны, Бабины, Смирновы, Пивоваровы, Целищевы, Трушковы, Бычковы, Токаревы, Сурковы, и другие.
Сельского общества в 1912 году еще не было. В 1912 году насчитывалось 67 хозяйств  ( из них 2 безземельных) и 430 крестьян, 65 хозяев входили в земельное товарищество, в собственности которого находилась вся земля - 1063,45 десятины. 
В 1917 году насчитывалось 76 домохозяйств и 521 человек, включая шесть семей посторонних. 
В 1918-1923 годы починок входил в Волковскую волость.
В 1930-1954 годах Сергеевка относилась к Трошкинскому сельсовету. Во время коллективизации Сергеевка вошла в колхоз имени Степана Разина. Также в 1930-е годы в Сергеевке открылась школа. В 1950-е деревня входила в колхоз имени Свердлова, а в 1957 году вошла в совхоз "Степановский". В наше время Сергеевка относится к Новонадеждинскому сельсовету. 

## Население
| 2002 | 2009 | 2010 |
| ---- | ---- | ---- |
| 13   | ↘9   | ↗12  |

Национальный состав
Согласно переписи 2002 года, преобладающая национальность — русские (92 %).
В 1939 году в деревне проживали 330 человек. В 1969 году в деревне насчитывалось 62 человека, 1989 - 11, в 2010 - 12.